# تلکام ایتالیا

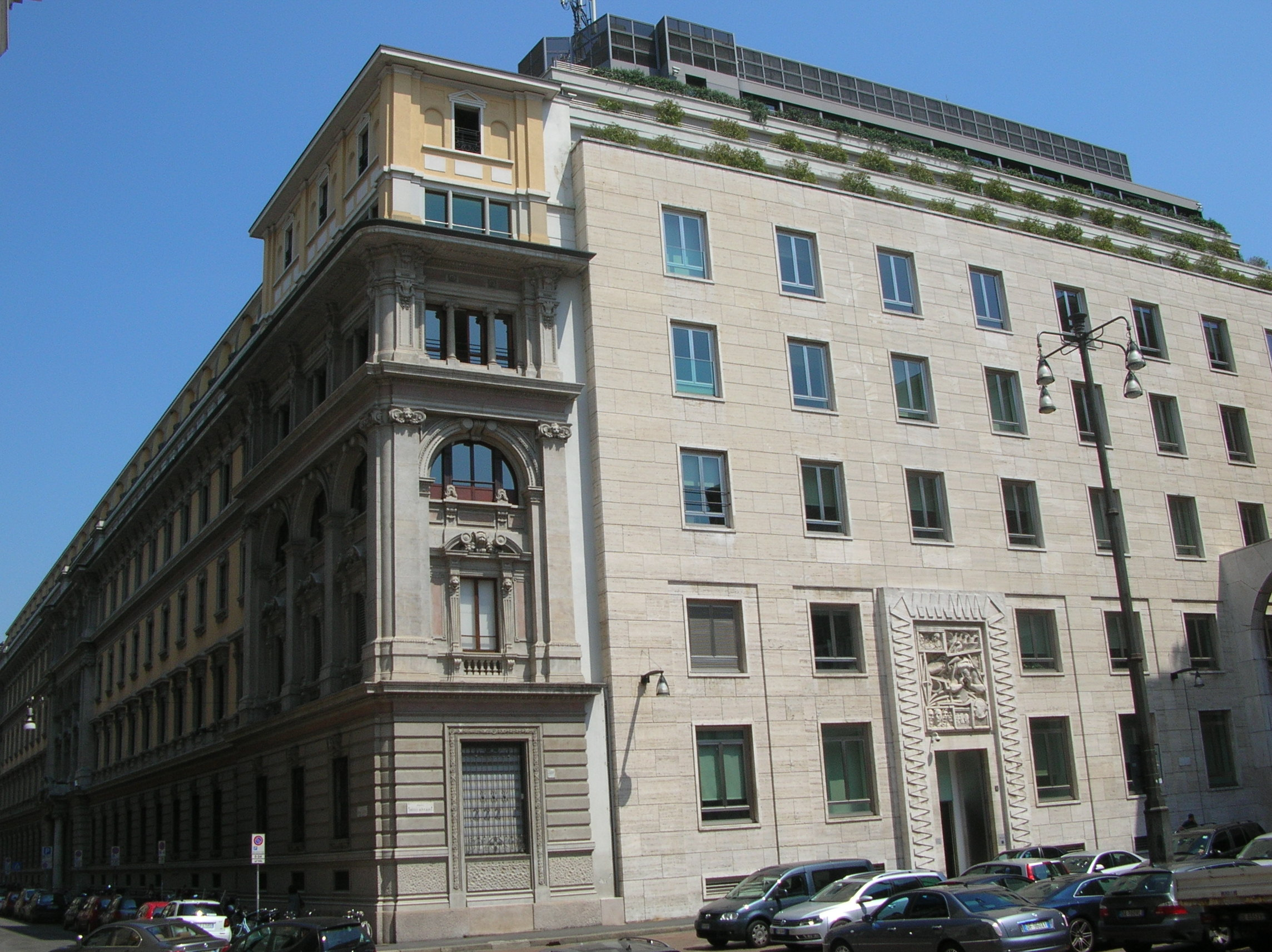
ساختمان شعبه تلکام ایتالیا، در شهر میلان، ایتالیا

تلکام ایتالیا (به ایتالیایی: Telecom Italia) بزرگترین شرکت مخابراتی ایتالیایی است، که فعالیت گسترده‌ای را در صنعت رسانه‌های گروهی نیز دارا می‌باشد.
شرکت تلکام ایتالیا در سال ۱۹۹۴ با ادغام چند شرکت مخابراتی دولتی تأسیس شد، که مهم‌ترین آن‌ها شرکت اس‌آی‌پی بود. این شرکت در آغاز فعالیت، در انحصار دولت ایتالیا بود، ولی هم‌اکنون یک شرکت خصوصی می‌باشد و بخشی از سهام آن در بازار بورس ایتالیا معامله می‌شود.
در حال حاضر شرکت تلکام ایتالیا بزرگترین ارائه‌کننده خدمات تلفن ثابت در ایتالیا، سرویس جی‌اس‌ام تلفن همراه در ایتالیا و برزیل و خدمات اینترنت دی‌اس‌ال در ایتالیا و سن مارینو و در مجموع به‌عنوان بزرگترین اپراتور تلفن در ایتالیا محسوب می‌شود.